# Konstantin von Bonin
Konstantin Swantus Karl Walter von Bonin (* 27. März 1843 in Neuhaus; † 22. September 1914 in Wiesbaden) war ein preußischer Generalmajor.

## Leben

### Herkunft
Konstantin war der zweite Sohn des preußischen Majors Rudolf von Bonin (1806–1875) aus dessen erster Ehe mit Hermine, geborene Loest (1818–1858).

### Laufbahn
Konstantin trat am 29. Juni 1862 als Freiwilliger in das 3. Thüringische Infanterie-Regiment Nr. 71 der Preußischen Armee ein und avancierte bis Mitte Oktober 1863 zum Sekondeleutnant. Als solcher nahm er 1866 am Krieg gegen Österreich teil. Nach Kriegsende wurde er am 30. Oktober 1866 in das Hessische Füsilier-Regiment Nr. 80 versetzt und ab Mitte Januar 1869 als Lehrer und Instruktionsoffizier zur Kriegsschule in Kassel kommandiert. Mit der Mobilmachung anlässlich des Krieges gegen Frankreich kehrte Bonin zu seinem Regiment zurück. Er nahm in den folgenden Monaten an den Schlachten bei Weißenburg und Wörth teil, wurde nach der Schlacht bei Sedan Ende September 1870 zum Premierleutnant befördert und wirkte bei Belagerung von Paris. Bonin erhielt das Eiserne Kreuz II. Klasse.
Mitte April 1876 wurde Bonin Hauptmann und Kompaniechef. Am 8. März 1887 erfolgte seine Versetzung auf die erste Hauptmannstelle des I. Bataillons im 1. Badischen Leib-Grenadier-Regiment Nr. 109 in Karlsruhe. Dort stieg er Mitte April zum überzähligen Major auf und war vom 15. November 1887 bis zum 16. September 1892 Kommandeur des Füsilier-Bataillons. Daran schloss sich eine Verwendung als Oberstleutnant und etatmäßiger Stabsoffizier im 2. Garde-Regiment zu Fuß an. Mit der Beförderung zum Oberst wurde Bonin am 13. Mai 1895 Kommandeur des 5. Badischen Infanterie-Regiments in Freiburg im Breisgau. In dieser Eigenschaft erhielt er anlässlich des Ordensfestes im Januar 1897 den Roten Adlerorden III. Klasse mit der Schleife sowie im April 1897 die Erlaubnis zur Annahme des Kommandeurkreuzes II. Klasse des Ordens vom Zähringer Löwen. In Genehmigung seines Abschiedsgesuches wurde Bonin unter Verleihung des Charakters als Generalmajor am 20. Juli 1898 mit Pension zur Disposition gestellt.

### Familie
Konstantin heiratete am 6. Oktober 1876 in Wiesbaden Marie Ark (* 1857), Tochter des Johann August Ark und der Pauline Elisabeth Alt. Aus der Ehe gingen zwei Söhne hervor:
- Erich (1878–1970), deutscher Generalleutnant ⚭ Maria Dorothea Sommerhoff (1884–1932)
- Walter (1884–1953), deutscher Oberstleutnant, Doktor der Staatswissenschaften, Ingenieur und ehemaliger führender Mitarbeiter der sozialpolitischen Abteilung der Siemenswerke[3] ⚭ I. Katharina Margarethe Ella Philipp (1884–1945); ⚭ II. Mathilde Rakebrand (* 1902).